# Claes Theodor Odhner

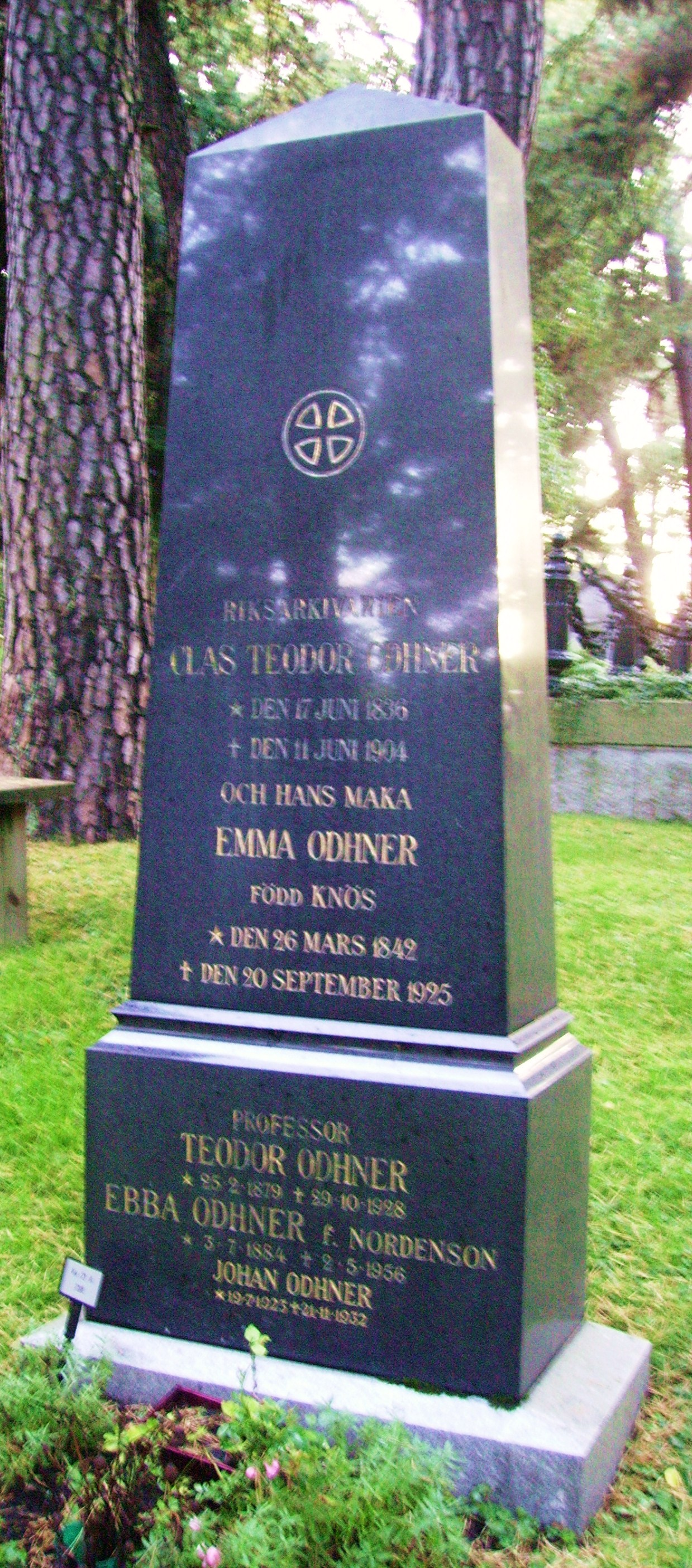
Odhners grafmonument

Claes Jonas Theodor Odhner (Alingsås, 17 juni 1836 - Stockholm, 11 juni 1904) was een Zweeds historicus, en directeur van het Zweeds Nationaal Archief (Riksarkivet).
Odhner werd geboren in Alingsås als zoon van een geestelijke; zijn moeder was een zus van Nils Ericson en John Ericsson. Odhner ging naar school in Skara en studeerde af aan de universiteit van Uppsala in 1851, als magister in de filosofie; in 1860 werd hij docent geschiedenis. Vanaf 1865 gaf hij les aan de universiteit van Lund, van 1870 tot 1887 als professor in de geschiedenis. Daarna werd hij benoemd tot rijksarchivaris, directeur van het Nationaal Archief, een functie die hij bleef vervullen tot 1901. Odhner was een lid van de Tweede Kamer van de Zweedse Rijksdag van 1894 tot 1897. Na de dood van Bror Emil Hildebrand werd Odhner in 1885 verkozen tot lid van de Zweedse Academie; voorts was hij lid van vele andere geleerde verenigingen (Vitterhetsakademien, Koninklijke Wetenschapssociëteit, de Wetenschapsacademie).
Odhner was een productief schrijver, en de schoolboeken die hij schreef hadden een grote invloed. Hij was de drijvende kracht achter de introductie van de nieuwe organisatie van de archieven voor regeringsagentschappen met een aantal provinciale archieven (landsarkiv), om deze enigszins ondergeschikt te maken aan het Nationaal Archief.
Hij was de vader van zoöloog en verkenner Teodor Odhner. De ingenieur Willgodt Odhner was de zoon van zijn neef.